# Ketchikan
Ketchikan ist eine US-amerikanische Stadt in Alaska mit 8192 Einwohnern. Sie ist Verwaltungssitz von Ketchikan Gateway Borough. Ketchikan ist der größte Ort auf Revillagigedo Island und nach Sitka die zweitgrößte Stadt des Alexanderarchipels. Die Stadt liegt im Süden des sogenannten Alaska Panhandle.
Die Wirtschaft von Ketchikan lebt von Fischfang und Tourismus. Das Misty Fjords National Monument ist die Hauptsehenswürdigkeit der Stadt. Im Nordosten befindet sich der Tongass-Nationalforst.
Ketchikan ist nach dem Fluss Ketchikan Creek benannt, der durch die Stadt fließt.

## Geschichte
Die Geschichte des Ortes Ketchikan begann 1883, als hier eine Fabrik zur Lachsverarbeitung errichtet wurde. In den frühen 1900er Jahren entstanden zusätzlich eine Konservenfabrik, in der Lachs abgefüllt wurde, und ein Warenhaus. Die Gemeinde wurde 1900 offiziell registriert; zu dieser Zeit hatte Ketchikan etwa 800 Einwohner.
Mit dem Beginn des Bergbaus in der Region wurde Ketchikan ein wichtiges Handelszentrum. In der Creek Street entstand ein Rotlichtviertel, in dem zeitweise bis zu dreißig Bordelle gleichzeitig betrieben wurden und in denen große Teile der Gehälter der Bergleute wieder ausgegeben wurden.
Mit dem Niedergang des Bergbaus verlagerte sich der wirtschaftliche Schwerpunkt im Ort hin zu industriellem Fischfang und der Gewinnung von Nutzholz. Letztere ist in der Zwischenzeit allerdings wieder weitgehend bedeutungslos geworden.

## Tourismus
Ketchikan wird von Kreuzfahrtschiffen angelaufen. Die Passagiere der Schiffe besuchen den in der Nähe befindlichen Ort Saxman mit den dort aufgestellten Totempfählen, die auch im Totem Bight State Park und dem Totem Heritage Center zu sehen sind. Ein Teil der Objekte wurde im Rahmen des von der Regierung Roosevelt in den 1930er Jahren ins Leben gerufenen Civilian Conservation Corps (CCC) von den einheimischen Indianern angefertigt.

## Söhne und Töchter der Stadt
- Frank Murkowski (* 1933), amerikanischer Politiker
- Lisa Murkowski (* 1957), amerikanische Politikerin
- Isaac Updike (* 1992), Hindernisläufer
- Rudy Pankow (* 1998), Schauspieler